# Xian H-20
Xian H-20 (кит. трад. 轟-20, упр. 轰-20, пиньинь Hōng-20, палл. Хун-20, от кит. упр. 轰炸机, пиньинь hōng zhà jī, палл. хун чжа цзи, буквально: «бомбардировщик») — новый стратегический бомбардировщик Китайской Народной Республики. При разработке самолёта были приняты меры для снижения радиолокационной заметности (стелс-технологии); 
Xian H-20 стал вторым в мире стратегическим бомбардировщиком технологий стелс и «летающее крыло», опережая российский аналог ПАК ДА. 
После его создания Китай, вслед за Россией и США, получит возможность запускать ядерные ракеты с воздуха, суши и моря; в зоне поражения окажутся в том числе Австралия, Япония и Корейский полуостров. Появление этого самолёта вызвало беспокойство у соседей КНР. Так, с учётом интенсивного развития НОАК, Япония готовит модернизацию своих вооружённых сил, создание и закупку новых видов оружия для повышения обороноспособности.

## Разработка
Считается, что H-20 разрабатывался с начала 2000-х годов. 
По данным China Daily, китайская армия хотела иметь бомбардировщик большой дальности (до 8 тыс. км), не требующий дозаправки в воздухе, и способный нести до 10 тонн оружия. 
Разработка велась в секрете. Впервые о проекте по созданию перспективного стратегического бомбардировщика было объявлено армией в 2015 году.
По внешнему виду этот бомбардировщик схож с американским «летающим крылом» B-2. 
Некоторые эксперты предполагают, что H-20 может использовать российский двигатель НК-321 (вариант НК-32 — двухконтурного трехвального турбовентиляторного двигателя с форсажной камерой); также, два независимых военных источника заявили, что бомбардировщики будут оснащены модернизированным вариантом двигателя WS-10 (стоит на Chengdu J-10).
По мнению специалистов, новый самолёт может начать эксплуатироваться с 2025 года, и он заменит устаревшие бомбардировщики H-6 (копия Ту-16, первый полёт которого - 27 апреля 1952 года), а КНР, таким образом, пропустит этап разработки и владения аналогов B-1B и Ту-160.
По информации газеты South China Morning Post, со ссылкой на военный источник, разработка Xian H-20 может завершиться уже в 2020 году; его  могут показать в ноябре на авиасалоне AirShow China в Чжухае.